# Мороз Володимир Іванович (електромеханік)
Володи́мир Іва́нович Моро́з (8 серпня 1958 — грудень 2022) — український науковець-електромеханік, доктор технічних наук (2011), професор (2012)..

## З життєпису
Народився 1958 року в смт Новий Яричів Кам'янко-Бузького району Львівської області. 1980 року закінчив Львівський політехнічний інститут, де й лишився працювати.
Від 2011 — професор кафедри електроприводу і комп'ютеризованих електромеханічних систем. Сфера наукових досліджень: комп'ютерне моделювання керованих електромеханічних систем; цифрові системи керування; екскаваторний електропривід.
Основні праці
- «Обчислювання та програмування в Mathcad»; підручник, 2013; (співавтор)
- «Аналіз динаміки дводвигунного приводу повороту кар'єрних екскаваторів»; // Вісник Національного університету «Львівська політехніка». 2014; (співавтор)
- «High-speed computer simulation of electrical circuits»; // Energy Engineering and Control Systems. 2015. Vol. 1, № 1 (співавтор).

Помер на 65-му році життя в грудні 2022 року.